# Praćka
Praćka je najstarije bacačko oružje za borbu na daljinu. Sastoji se od uzice s kožnatim proširenjem (ležištem) u sredini, u koje se stavlja projektil (kameni ili metalni oblutak). Zavrtjevši praćku nekoliko puta, bacač naglo ispušta jedan kraj uzice i projektil pod utjecajem centrifugalne sile odlijeće velikom brzinom (domet do 200 metara). Posebna vrsta praćke sastojala se od štapa duljine do 1 metra, koji je na kraju imao o kuku ovješeno uže (fustibalus). 
U starom vijeku bile su praćkom naoružane čete Egipćana, Asiraca, Grka, Kartažana, Perzijanaca; Rimljani su se služili i praćkom s drvenim rašljama. Poznati su bili praćkari s Balearskih otoka. Upotrebljavali su ju i Franci, Slaveni i druge srednjovjekovne vojske. U Europi se mjestimice održala do 17. stoljeća, a buntovnički pokret u Francuskoj u 17. stoljeću dobio je naziv po praćki (Fronda). Praćkom vješto rukuju i danas mnogi narodi Oceanije, Južne Amerike i sjeverne Afrike. Male praćke raznovrsnih oblika omiljena su dječja igračka.
Danas praćku najčešće koriste sportaši, a kao oružje koriste je pastiri, ali se spominje još u biblijsko vrijeme, pa sve do srednjeg vijeka. Postoje više različitih modela praćki, a uglavnom se radi o raznoraznim ručnim radovima od različitih materijala. Ta jednostavna naprava može biti napravljena od drvenih ili sličnih rašlji s drškom, te gumene trake koja zatezanjem i naglim puštanjem gume izbacuje streljivo pridržavano tom gumom. Praćka može biti i bez krute drške i rašlji, a može se sastojati od male torbice koja se nalazi između dva duga konopa. Kod ovakvog modela streljivo se izbacuje tako da se stavi u torbicu, a spojeni konopi se zavrte snažnim zamasima oko glave nekoliko puta. U određenom trenutku jedan konop se pusti, čime se izbacuje streljivo.
Dok je streljivo za praćku uobičajen nalazak na arheološkim nalazištima, praćke su veoma rijetke, zbog materijala od koga su izrađene.

## David i Golijat
Praćka se u Bibliji spominje u borbi između Davida i Golijata, kada pastir David (budući Kralj David), bez oklopa na sebi i naoružan samo praćkom, samo jednim preciznim pogotkom svlada divovskog Filistejskog borca Golijata, s teškim oklopom na sebi.
Ovo je ujedno i najstariji zapis o ovom oružju. Ovaj dio Biblije napisan je oko 1000 godina pr. Kr., a opisuje događaj od nekoliko stoljeća ranije.